# Cung điện Borowa
Cung điện Borowa (tiếng Ba Lan: Pałac Borowa, hay Pałac w Borowej Oleśnickiej) là một cung điện mang phong cách cổ điển ở làng Borowa Oleśnicka, huyện Wrocławski, tỉnh Dolnośląskie, Ba Lan.

## Lịch sử
- Thế kỷ 16: Cung điện được xây dựng theo phong cách thời Phục hưng nằm trên một hòn đảo có hào nước bao quanh.[1]
- Cuối thế kỷ 18: Cung điện được xây dựng lại theo phong cách Baroque và hào nước được san lấp.
- Giai đoạn đầu thế kỷ 19 - thế kỷ 20: Cung điện bị hỏa hoạn và sau đó được mở rộng thêm với các cơ sở như: một tòa tháp và các công trình phụ.
- Cho đến năm 1945: Gia đình quý tộc Schwerin sở hữu cung điện này.
- Sau năm 1945: Hồng quân Liên Xô đóng quân ở đây.
- Năm 1969: Cung điện được chuyển giao cho một nông trường nhà nước. Sau đó, một trường học được thành lập tại đây và hoạt động cho đến năm 2005.
- Năm 2007: Gia đình Jabłonowski mua lại và bắt đầu cải tạo cung điện thành một khách sạn và trung tâm hội nghị.
- Năm 2009: Tòa nhà khang trang bắt đầu được sử dụng.[2]

## Kiến trúc
Diện tích cung điện là 2.500 m² bao gồm cả các tầng hầm. Cung điện nổi bật với phần sảnh cao. Nội thất và ngoài thất đều được trang trí bằng vữa. Hầu hết các phòng trong cung điện đều có lò sưởi riêng. Xung quanh cung điện là một công viên mới được cải tạo gần đây.